# Micro-région de Kecskemét
La micro-région de Kalocsa (en hongrois : kecskeméti kistérség) est une micro-région statistique hongroise rassemblant plusieurs localités autour de Kecskemét.